# Philosophiae Naturalis Principia Mathematica
Pentru lucrarea axiomatică matematică a lui Whitehead și Russell, vedeți Principia Mathematica.

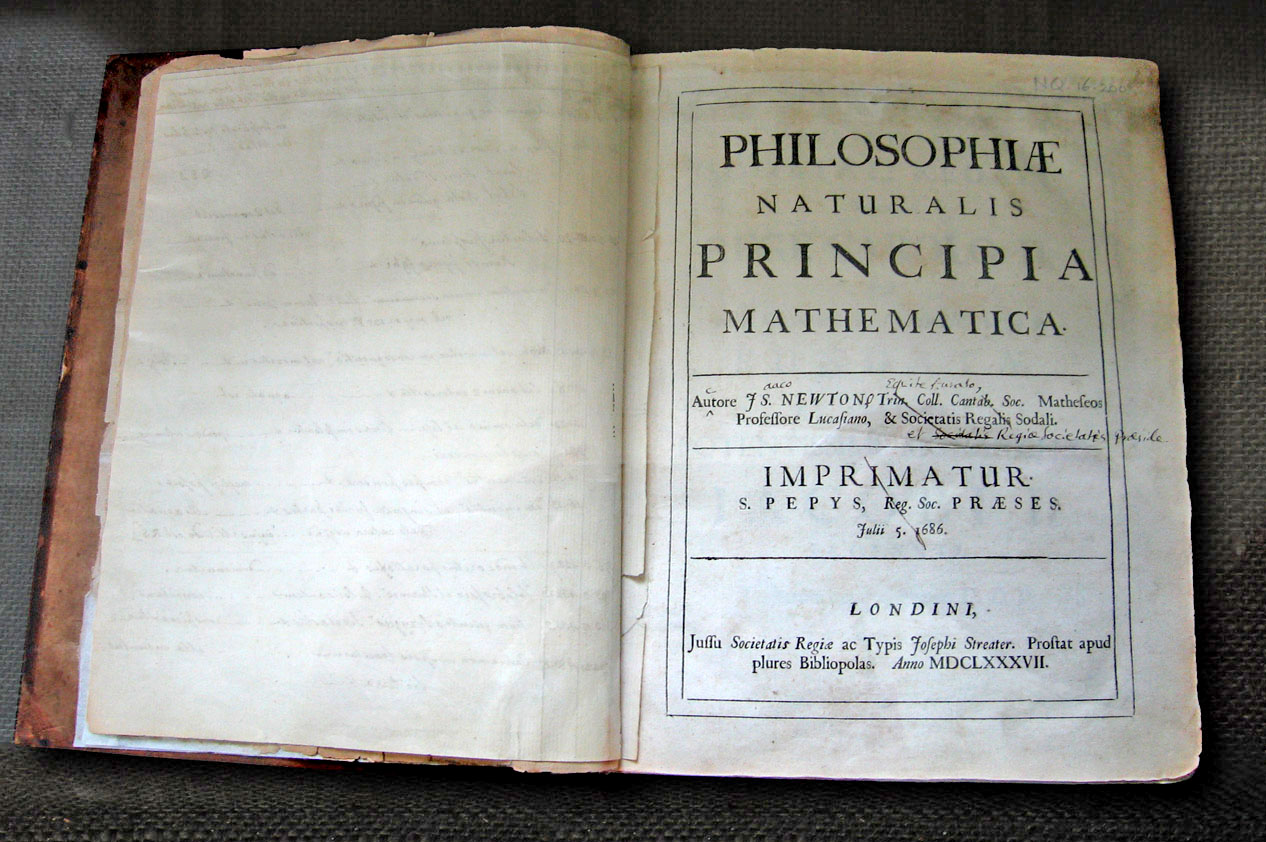
Exemplarul personal a lui Newton a lucrării primei ediții a Principia, ce are corecturile aduse de Newton însuși pentru ediția a doua.

Philosophiae Naturalis Principia Mathematica (însemnând în latină, "Principiile matematice ale filozofiei naturale"), adesea numită doar Principia ori Principia Mathematica, este lucrarea în trei volume a lui Isaac Newton publicată în 5 iulie 1687. Conține formularea legilor de mișcare a corpurilor (cunoscute frecvent și ca Legile lui Newton) ce constituie fundamentul mecanicii clasice, precum și Legea atracției universale. Tot în Principia, Newton explică atât matematic cât și fizic legile mișcărilor planetare, cunoscute sub numele de Legile lui Kepler, pentru că au fost deduse empiric de către Johannes Kepler pe baza observațiilor astronomice personale ale acestuia.

## Prezentare generală
În formularea teoriilor sale fizice, Newton a dezvoltat un întreg câmp al matematicii cunoscut sub numele de calcul diferențial și integral, pe care, în realitate, fizicianul englez Isaac Newton și matematicianul german Gottfried Wilhelm von Leibniz (1646 - 1716) l-au inventat practic simultan și independent unul de altul, Newton din perspectiva fizicii, iar Leibnitz din cea a matematicii.
Ca atare, din cauza noutății absolute a calculului diferențial și integral, Newton a preferat să scrie Principia folosind puține elemente din limbajul matematic al acestuia. În schimb, Newton a adus argumente de tip geometric în sprijinul celor mai multe din punctele teoriei sale dezvoltate în Principia Mathematica.
Tot în Principia, Newton a folosit expresia devenită apoi celebră, Hypotheses non fingo, adică Nu pretind [a avea] nici o ipoteză.

### Ediția a treia
A treia ediție a fost publicată pe 26 martie 1726 sub îngrijirea lui Henry Pemberton, despre care Newton avusese numai cuvinte elogioase. Caracterizarea lui Pemberton, făcută de Newton însuși în prefața acestei ediții, Henry Pemberton, M.D., a man of the greatest skill in these matters ... (în spiritul limbii române, Henry Pemberton, un om extrem de cunoscător al acestor chestiuni ...) l-a mulțumit profund pe Pemberton, care a declarat mai târziu că vorbele lui Newton au valorat pentru el mai mult decât cele 200 de guinee (care, oricum, reprezenta o sumă considerabilă la timpul respectiv) cu care acesta îl recompensase generos pentru munca de editare și supervizare. 5

## Filosofia naturală înPrincipia

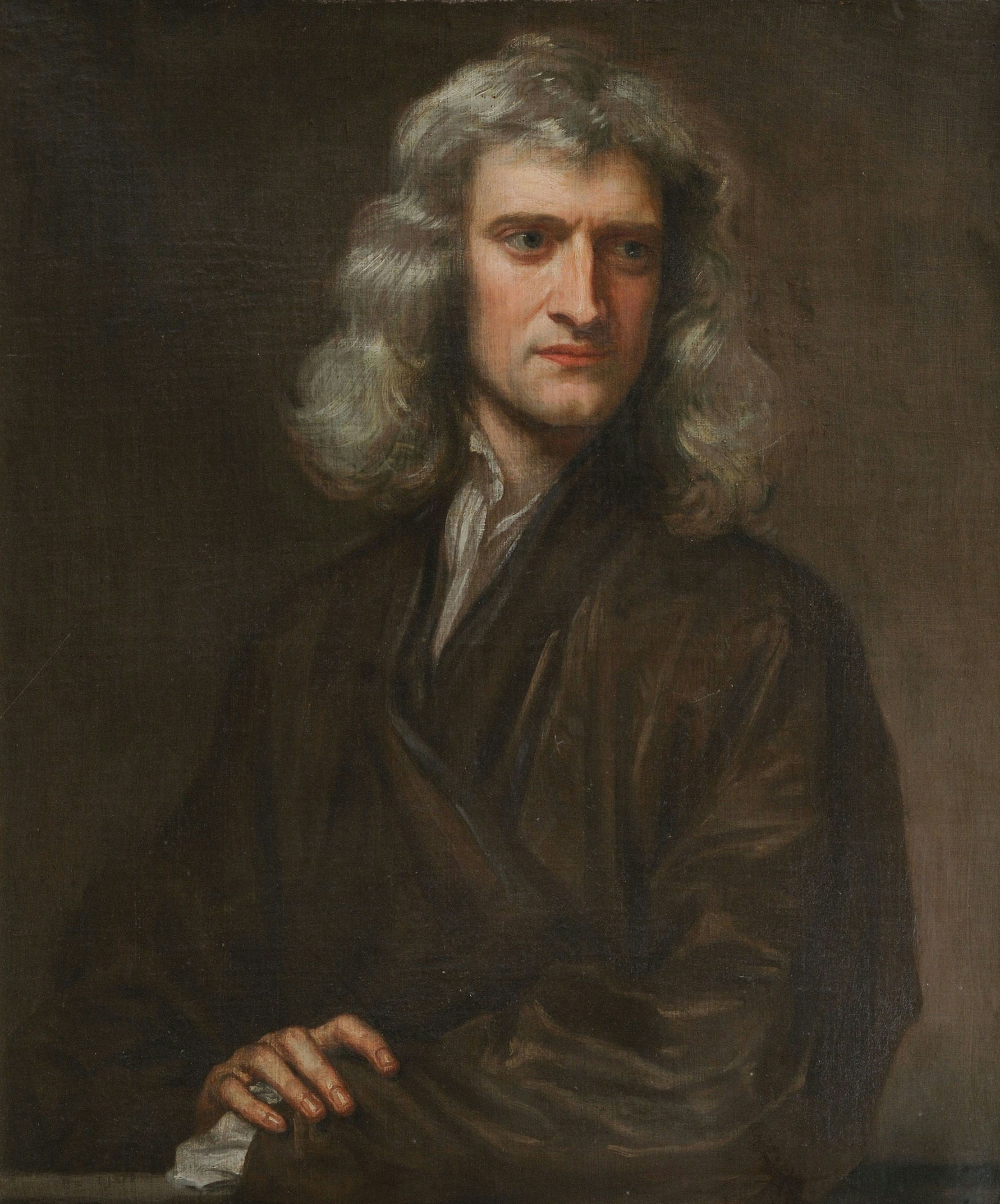
Sir Isaac Newton (1643–1727) autorul Principia

Prima ediție a Principia lui Newton conține doar două comentarii suplimentare despre metodologie: notificarea că scopul lucrării este de a explica „cum să determinăm mișcările adevărate din cauzele lor, efectele și diferențele aparente și, dimpotrivă, cum să determinăm din ipoteze dacă sunt adevărate sau aparente, cauzele și efectele lor”; și, în Scholiul de la sfârșitul Cărții 1, Secțiunea 11, Newton afirmă că abordarea sa distinctivă face posibilă argumentarea mai sigură în filosofia naturală.
În a doua ediție (1713) Newton introduce secțiuni separate pentru fenomene și reguli implicate în determinarea gravitației universale, iar la sfârșitul Scholiului General din cea de-a treia ediție, 1726, include cea mai faimoasă declarație metodologică:
”Încă nu am putut deduce din fenomene motivul pentru aceste proprietăți ale gravitației și nu născocesc ipoteze. Căci ceea ce nu este dedus din fenomene trebuie să fie numit o ipoteză; și ipotezele, metafizice sau fizice, sau bazate pe calități oculte sau mecanice, nu au ce căuta în filosofia experimentală. În această filosofie experimentală, propozițiile sunt deduse din fenomene și sunt făcute generale prin inducție. Impenetrabilitatea, mobilitatea și impulsul corpurilor, legile mișcării și legea gravitației au fost găsite prin această metodă. Și este de ajuns gravitația să existe într-adevăr și să acționeze în conformitate cu legile pe care le-am expus și ar fi suficiente pentru toate mișcările corpurilor cerești și a mării noastre.”
adăugând ulterior, în alt loc, „cu excepția cazului în care presupunerile sau întrebările au fost propuse a fi examinate prin experimente”.
Newton avertizează în Principia că folosește teoria matematică într-un mod nou, cu forțele tratate în mod abstract, independent de mecanism, doar din punct de vedere matematic. Clarke și Berkeley în secolul 18 afirmă că aceste pasaje exprimă un agnosticism cauzal strict. Newton scrie că, folosind termeni precum „atracție”, nu intenționează să definească o „specie sau mod de acțiune sau o cauză sau motiv fizic.”
Referitor la pretenția lui Newton de a „deduce” legea gravitației universale din fenomenele mișcării orbitale, Lakatos a susținut că această afirmație este cel puțin înșelătoare și, în cel mai rău caz, un subterfugiu. Doar un construct ipotetico-deductiv al demonstrației sale a gravitației universale are sens.
Conform lui Andrew Janiak, citirea antimetafizică a tratamentului matematic al forței lui Newton este una rezonabilă. Interpretarea antimetafizică poate fi susținută prin celebra declarație metodologică din Principia, „hypotheses non fingo„, ”nu născocesc ipoteze.” Așa cum tratamentul matematic al forței poate fi interpretat ca exprimând agnosticismul cauzal strict, concentrându-se exclusiv pe descrieri empirice ale mișcărilor din sistemul solar, metodologia lui Newton poate fi interpretată ca exprimând un agnosticism metafizic mai general.”
Pentru Newton, știința, „filosofia experimentală”, presupune propoziții explicative care pot fi „deduse din fenomene”. Ceea ce nu poate fi dedus în acest fel este doar o ipoteză. Dar Newton nu evită ipotezele, doar că nu le încadrează în știință, considerându-le pur speculative. Locul lor este rezervat în Interogările din Optica, și în adnotații explicite în Principia. Ipotezele sunt elaborate de Newton atunci când nu dispune de un suport empiric independent pentru acele afirmații. În Scholiul General, el afirmă: „Căci ceea ce nu este dedus din fenomen trebuie să fie numit o ipoteză; și ipotezele, fie metafizice sau fizice, fie bazate pe calități oculte, fie mecanice, nu au ce căuta în filosofia experimentală.”
Din punctul de vedere al lui Newton, gravitația nu este mecanicistă; dar el admite și faptul că nu știe „motivul” proprietăților gravitației exprimate în legea gravitației universale, și anume că nu deține o explicație fizică a acestei forțe, refuzând să facă presupuneri pe această temă. Spre deosebire de Leibnitz, el afirmă în mod explicit că o anumită cauzalitate în natură este non-mecanică, contestând astfel filosofia mecanicistă predominantă în acea perioadă. În acest sens, Stein și DiSalle afirmă că Newton a fost un empirist radical în dezbaterile metafizice: el nu doar respinge filosofia mecanicistă a lui Descartes, Leibniz și Huygens, dar transformă întrebările metafizice considerate de aceștia ca pur a priori în chestiuni empirice, a căror răspunsuri depind de dezvoltarea fizicii.
Pentru a înțelege mișcarea într-un mod în concordanță cu legile sale, Newton postulează spațiul absolut, permițându-i astfel să conceapă mișcarea ca o schimbare în spațiul absolut. Această idee permite lui Newton să salveze efectele perceptibile de accelerare ale corpurilor ca mișcări reale în spațiul absolut.
Filosofia naturală a lui Newton poate fi înțeleasă doar dacă luăm în considerare concepția lui despre Dumnezeu:
”Newton a invocat pe Dumnezeu în acțiunea la distanță dintr-un motiv specific, pentru a susține gravitația în univers, avertizând împotriva unei 	viziuni a universului ca o simplă mașină… a încercat astfel să dezvolte un 	concept despre Dumnezeu care să ofere un model stabil, organizat și predictibil al lumii naturale, un Dumnezeu care proiectează pe principii raționale și universale, accesibile tuturor oamenilor… el apelează la Dumnezeu pentru a explica mecanismele pe care nu le poate explica altfel, inclusiv acțiunea la distanță.”
Teoria gravitației lui Newton a fost respinsă în mod fundamental de contemporanii lui pentru încălcarea normelor filosofiei mecaniciste. Conform lui Andrew Janiak, Newton a fost forțat să-și apere tratamentul matematic al forței și mișcării pe baze metafizice fundamentale. După revoluția în fizică din secolul 17 de trecere de la filosofia neo-aristoteliană (”scolastică”) la cartesianism, Newton a provocat o nouă schimbare de paradigmă prin înlocuirea filosofiei mecaniciste cu filosofia naturală. Această cea de a doua schismă s-a produs în lipsa unei continuități conceptuale. Deși fără un sistem metafizic propriu, Newton s-a apărat articulând o relație convingătoare între fizica matematică și metafizică în disputele privind spațiul și timpul, materia, legile mișcării, natura forțelor și relația lui Dumnezeu cu lumea.
Principia a declanșat o discuție amplă printre contemporanii lui Newton despre metodologia care trebuie adoptată atunci când se studiază lumea naturală.
Pentru Newton, forța a fost principalul concept care explică mișcarea și cauzele ei în natură. El a conceput forțele ca niște acțiuni efemere, ca niște cantități, prin legătura dintre masă și accelerație oferind un mijloc de măsurare a forțelor. În Cartea a III-a a Principiei, Newton identifică forța centripetală care menține orbitele planetare cu forța gravitației, cea care provoacă căderea liberă a obiectelor pe pământ. De aici a tras concluzia, în Cartea a III-a, că toate corpurile sunt atrase între ele proporțional cu cantitatea lor de materie (gravitația universală). El recunoaște totuși că nu cunoaște cauza gravitației: „încă nu am putut deduce din fenomene motivul aceste proprietăți ale gravitației și nu născocesc ipoteze.”
Prin cea de-a șaptea propoziție a Cărții a III-a a Principiilor, Newton a ajuns la următoarea concluzie: „Gravitația acționează universal asupra tuturor corpurilor și este proporțională cu cantitatea de materie din fiecare.”
Metodologia Principiei de descoperire a forțelor prezente în natură era controversată, inclusiv pentru acțiunea la distanță. În a doua ediție din 1713, a adăugat alte observații metodologice, numite de el „regulae philosophandi„, sau regulile filosofiei. Primele două reguli se referă la raționamentul cauzal, iar cea de-a treia regulă, foarte mult dezbătută de contemporani, făcea referire la o problemă de inducție: avem percepții și experimente pentru cunoaștere, dar pe ce bază putem generaliza? Newton dă un răspuns parțial în propunerea șapte din Cartea a III-a a Principiei, în regula 3:
”Aceste calități ale corpurilor care nu pot fi intenționate și remise [adică 	crescute și diminuate] și care aparțin tuturor corpurilor pe care pot fi făcute experimente, ar trebui luate drept calități ale tuturor corpurilor universale.”
Newton leagă această a treia regulă de legile sale de mișcare:
”Faptul că toate corpurile sunt mobile și perseverează în mișcare sau în repaus prin anumite forțe (pe care le numim forțe de inerție), deducem din găsirea acestor proprietăți în corpurile pe care le-am văzut. Extensia, duritatea, impenetrabilitatea, mobilitatea și forța inerției [Aceasta este o modalitate potențial confuză de a se referi la masa specifică, ceea ce am numi masa inerțială a unui corp. A se vedea definiția a treia în Principia a întregului apar din prelungirea, duritatea, impenetrabilitatea, mobilitatea și forța inerției fiecărei părți; și astfel ajungem la concluzia că fiecare dintre cele mai puține părți ale tuturor corpurilor este extinsă, tare, impenetrabilă, mobilă și dotată cu o forță de inerție. Și aceasta este fundamentul întregii filosofii naturale.”
Leibniz a afirmat că spațiul euclidian tridimensional al lui Newton permite ”stări distincte, dar de nedistins dacă se schimbă pur și simplu pozițiile absolute ale tuturor corpurilor materiale, păstrând în același timp pozițiile lor relative.” În toate cadrele inerțiale sunt valabile aceleași legi ale mișcării, deci ar fi imposibil, aplicând legile lui Newton, să determinăm care este cadrul inerțial. Leibniz conchide că ar trebui să folosim principiul parsimoniei pentru a respinge astfel de entități „metafizice”.
Dar mecanica newtoniană nu satisface principiul de relativitate pentru accelerație absolută și rotație absolută, numai pentru cadre inerțiale. În sistemele accelerate sau rotite, legile newtoniene nu mai sunt valabile. Ar rezulta că accelerația și rotația absolute au semnificație fizică, rezultând o dilemă. Practic teoria combinată a spațiului și timpului newtonian și electrodinamica lui Maxwell se dovedește a fi falsă. Einstein a rezolvat acest paradox în 1905, menținând legile lui Maxwell intacte dar schimbând transformările care leagă cadrele inerțiale.
Newton a introdus termenul „filosofie experimentală” în 1712, într-un pasaj la Scholiul General al Principiilor unde și-a expus metodologia împotriva ipotezelor. Scopul său a fost de a-și apăra astfel teoria gravitației împotriva criticilor, în special ale lui Leibniz:
”Filosofia experimentală reduce fenomenele la regulile generale și 	privește regulile ca fiind generale atunci când acestea sunt valabile în general pentru fenomene…. Filosofia ipotetică constă în explicații imaginare 	ale lucrurilor și argumente imaginare pentru sau împotriva unor astfel de 	explicații sau împotriva argumentelor. Filosofia experimentală este fondată pe inducție. Primul fel de filosofie este urmat de mine, cel din urmă prea 	mult de Descartes, Leibnitz și alții.”
Termenul desemnează mai degrabă știința empirică. El a fost adăugat și la a doua ediție a Principiei în 1713, unde a afirmat că a demonstrat existența gravitației chiar dacă nu a găsit cauza acesteia, enumerând diferitele proprietăți ale gravitației. Newton își expune metodologia și în Întrebarea 31 din Optica, unde este preocupat de forță și filosofia naturală. Filosofia experimentală a lui Newton este considerată ca având două elemente esențiale: excluderea ipotezelor din filosofia naturală; și cerința ca propozițiile în filosofia experimentală să fie „deduse din fenomene și făcute generale prin inducție”. Newton respinge astfel ipotezele fără sprijin experimental. Cele cu suport experimental, dar insuficient pentru a ajuta la demonstrarea principiilor științifice, sunt permise dar distincte de principiile stabilite, ca întrebările din Optica. Acest tip de ipoteză poate sugera noi experimente și ajuta la explicarea proprietăților și principiilor deja descoperite.
În a doua ediție engleză a Principiei din 1717 Newton a detaliat termenul „filosofie experimentală” și a introdus metoda de inducție:
”Această analiză constă în efectuarea de experimente și observații, și în 	a trage concluzii generale de la ele prin inducție și în a nu accepta obiecții împotriva concluziilor, dar care sunt luate din experimente sau din alte anumite adevăruri. Pentru că ipotezele nu trebuie născocite în filosofia experimentală. Și, deși argumentarea din experimente și observații prin inducție nu este o demonstrație a concluziilor generale; totuși este cel mai bun mod de a argumenta ceea ce recunoaște Natura Lucrurilor și poate fi considerată cu atât mai puternică, cu cât Inducția este mai generală. Și dacă nu apare nicio excepție de la Phaenomena, Concluzia poate fi pronunțată în general. Dar, în orice moment după aceea, orice Excepție va apărea din Experimente, atunci poate începe să fie pronunțată cu astfel de Excepții așa cum apar.”
Astfel, existența gravitației „a fost dovedită de demonstrații matematice bazate pe experimente și fenomenele naturii: și domnul Leibnitz nu poate nega faptul că acestea au fost dovedite.”
Confirmarea se face, după Newton, în primul rând prin demonstrație matematică și în al doilea rând prin experiment. El a fost convins că o abordare matematică deductivă duce la certitudine și experimentul poate oferi anumite fundamente necesare unei științe, dar până în secolul 18 el nu a atribuit experimentului locul de frunte în metodologia sa.
Conform lui Laudan, Newton a considerat că unul din scopurile centrale ale filosofiei naturale este de a arăta mâna Creatorului în detaliile creației sale: „pentru că a vorbi despre Dumnezeu din aparențele lucrurilor, este cu siguranță o filosofie naturală.” Teoriile, conform lui Newton, pot fi certe sau foarte probabile. Între două teorii rivale, probabil că Newton ar fi ales ceea ce ar fi promovat scopurile sale cognitive, precum în cazul filosofiei mecaniciste. Dar trebuie ținut cont de faptul că unele scopuri cognitive ale lui Newton diferă de cele actuale. Prin urmare, conform lui Laudan putem evalua raționalitatea lor prin a determina dacă acțiunile lor au promovat unele scopuri, iar acțiunile lor pot fi determinate ca fiind raționale doar cu referire la produsul corespunzător ponderat al utilităților lor cognitive.
Conform lui Robert Disalle, Newton oferă argumente inductive pentru o concluzie metafizică, în timp ce Einstein utilizează analize epistemologice pentru a descompune noțiunile metafizice. Dar argumentele lui Newton au aceeași formă și scop de bază ca cele ale lui Einstein. Experimentele de gândire ale lui Newton referitoare la găleata de apă sunt, practic, argumente pentru un mod de a conecta procesele fizice cu structurile spațiului și timpului.
Până în cel puțin a doua jumătate a secolului, sistemele lui Locke și Newton au fost percepute ca fiind bazate pe principii și metode foarte asemănătoare, compuse din filosofie naturală și morală. Locke și Newton împărtășesc o concepție similară a metodei științifice, bazată pe experimente și observații raționale și regulate și pe utilizarea generalizării și a deducerii. Astfel G. A. Rogers scrie:
”Ceea ce a găsit Locke în Principia a fost exemplificarea unei 	metode la care el a subscris deja. El credea deja că o combinație de observare, generalizare sau inducție și deducere este singura cale spre 	cunoașterea naturii, și că Principia a expus exact această metodă în modul său cel mai fructuos. . . . A confirmat pentru el toate concluziile 	metodologice proprii. . . . Principiul era pentru Locke îndreptățirea unei abordări metodologice generale la care se abonase probabil de douăzeci de ani.”
Hume își asociază și el în mod explicit lucrarea cu metoda lui cu Newton, deși există o distincție clară între inductivismul lui Hume și concepția lui Locke despre metodologia științei naturale.